# سماء إبراهيم
سماء إبراهيم (1 يناير 1975 -)، ممثلة ومخرجة مصرية. تخرجت من «كلية الفنون الجميلة» قسم تصوير من جامعة الإسكندرية عام 1997. ثم أكملت الدراسات العليا في النقد الفني من «أكاديمة الفنون» وتخرجت عام 2001. اشتهرت بعد قيامها بدور زينب في مسلسل «موضوع عائلي» وإستطاعت النيل على أدوار البطولة من بعده. وهي ايضًا مصممة ديكور.

## أعمالها

### مسلسلات
- 2009: مسلسلات كوم
- 2017: واحة الغروب
- 2017: الحساب يجمع
- 2018: ليالي أوجيني
- 2018: طايع
- 2018: الأب الروحي الجزء الثاني
- 2019: زلزال
- 2020: ملمكة إبليس الجزء الثاني
- 2020: ما وراء الطبيعة
- 2021: نصيبي وقسمتك الجزء الرابع
- 2021: موضوع عائلي
- 2021: ملوك الجدعنة
- 2021: لحم غزال
- 2021: شقة ستة
- 2022: الكبير أوي 6
- 2022: دايما عامر
- 2022: المشوار
- 2022: انحراف
- 2022: ورق التوت
- 2022: المشوار
- 2023: موضوع عائلي .. الموسم الثاني
- 2023: الكبير أوي 7
- 2024: موضوع عائلي 3

### أفلام
- 2024: مقسوم
- 2024: رحلة 404

### مسرحيات
- 2021: ياما في الجراب يا حاوي

## وصلات خارجية
- سماء إبراهيم على موقع IMDb (الإنجليزية)
- سماء إبراهيم على موقع الدهليز
- سماء إبراهيم على موقع قاعدة بيانات الأفلام العربية